# Tariffa di igiene ambientale
La tariffa di igiene ambientale o TIA (oggi sostituita dalla TARI) è il sistema di finanziamento comunale della gestione dei rifiuti e della pulizia degli spazi comuni introdotto in Italia dal decreto Ronchi, all'epoca ministro dell'ambiente, e destinata a sostituire progressivamente la TARSU, la tassa sui rifiuti solidi urbani. Come dice il nome, la tariffa, al contrario della tassa, ha come obiettivo di far pagare agli utenti esattamente per quanto usufruiscono del servizio (nel modo più preciso possibile).
La legge 22 dicembre 2011, n. 214, di conversione del decreto-legge 6 dicembre 2011, n. 201 (cosiddetto "decreto salva Italia"), ha previsto la sua sostituzione con la TARES (o RES), acronimo che sta per "tassa rifiuti e servizi", un'imposta basata sulla superficie dell'immobile di riferimento, che ha come obiettivo la copertura economica per intero del servizio di raccolta e smaltimento rifiuti del Comune.

## Funzionamento
La tariffa è divisa in due parti: la quota fissa serve a coprire i costi di esercizio, come i costi dello spazzamento delle strade, e gli investimenti in opere; la quota variabile dipende invece dai rifiuti prodotti dall'utente.
I costi (previsti) del primo tipo sono suddivisi fra tutti gli utenti in base a parametri fissi come la superficie occupata e i componenti del nucleo familiare per l'utenza domestica o il tipo di attività per le utenze non domestiche.
La determinazione della quota variabile è più complessa: il primo passo è determinare il costo totale dello smaltimento (per unità di peso) delle varie tipologie di rifiuti; poi si procederà a dividere i costi sulla base dei rifiuti prodotti da ciascuno: a questo scopo esistono diversi metodi.
La "tariffa puntuale" è il metodo ideale, che raggiunge la perfezione e il massimo dell'efficienza del sistema: consiste nel pesare esattamente i rifiuti indifferenziati prodotti dalla singola utenza domestica; ovviamente è anche il metodo più complicato ad attuarsi, ed è anche piuttosto costoso, perciò è applicato raramente (almeno in Italia: solo il 20% dei comuni).
Una semplificazione della puntuale è la tariffa volumetrica: invece di pesare i rifiuti prodotti se ne considera solo il volume, valutato a seconda del numero di sacchi ritirati o del numero di svuotamenti dei contenitori.
Il metodo più comune è quello presuntivo, che è il più semplice da applicare perché non richiede sostanzialmente nessuna modifica del sistema di gestione, ma è anche il più grezzo e meno efficace, quello che rappresenta un miglioramento minore rispetto alla Tassa. Consiste nello stabilire la suddivisione fra gli utenti dei costi variabili attraverso l'applicazione degli indici del D.P.R. n-158/99, che sono dei coefficienti (calcolati con delle indagini statistiche sulla produzione di rifiuti) diversi per ogni categoria di utenza (sono oltre trenta) da moltiplicare alla superficie occupata. I coefficienti previsti dalla legge possono però essere perfezionati su base locale per renderli più precisi, anche se naturalmente questo necessita di un'indagine statistica sulla produzione dei rifiuti e quindi rende il passaggio dalla tassa alla tariffa più complicata.
In realtà, per tutte quelle utenze cui viene applicato il metodo presuntivo e con particolare riferimento alle piccole e medie imprese, la tariffa – come la tassa – è molto più simile a una tassa patrimoniale. A seconda del comune di residenza e della quantità di rifiuti conferiti, la tariffa (patrimoniale) può essere esageratamente onerosa per alcune utenze allo stesso modo che decisamente economica per altre. Infatti, se per esempio una florida azienda che conferisce rifiuti eccedenti la parte variabile della quota presuntiva troverà conveniente la tariffa applicatale, dipende solo dal fatto che quella quota eccedente di rifiuti viene pagata da un'altra azienda che probabilmente se non produce rifiuti in quantità adeguata verserà pure in gravi difficoltà economiche.
Esiste poi il metodo cosiddetto indiretto, che è una combinazione di puntuale e presuntivo perché consiste nel pesare la quantità dei diversi tipi di rifiuti prodotti in una certa zona per poi dividerli fra tutti gli utenti di quella zona secondo i consueti sistemi presuntivi.
Esiste anche un ulteriore metodo detto corretto che viene applicato nella totalità dei paesi europei più avanzati con esclusione dell'Italia.

## Vantaggi

### Pareggio ed efficienza
Anche nel peggiore dei casi (dove la parte variabile non è calcolata in maniera realmente efficiente), la tariffa offre varî vantaggi. Il primo è più importante, e permette il pareggio automatico dei bilanci: la gestione dei rifiuti e della pulizia del comune non può essere in perdita, perciò non può sottrarre risorse ad altre voci del bilancio comunale.
Inoltre, la tariffa impone ai dirigenti delle aziende di gestione (che siano municipalizzate o spa) un cambio di mentalità, una maggiore focalizzazione sull'aspetto imprenditoriale, sulla ricerca dell'efficienza invece che dell'aumento dei ricavi attraverso il ritocco della tassa da estorcere all'amministrazione locale. Se poi il gestore è un privato, la tariffa permette di controllare i suoi ricavi ed evitare che superino un certo limite, impedendo così che si realizzino guadagni eccessivi su un servizio pubblico.

### Semplificazione
Se non si adopera il metodo presuntivo, che già solo per il numero di categorie di utenti provoca una certa complicazione, risulta evidente la semplificazione burocratica: non è più necessario che di ogni utente siano determinati la categoria, la superficie occupata, il numero dei componenti del nucleo familiare, il che da un lato permette una semplificazione delle pratiche per il cittadino, e dall'altro elimina parametri difficili o impossibili da controllare, che si prestano facilmente all'evasione, specie nella categoria delle aziende. E combattere l'evasione significa far pagare a tutti di meno, nonché aumentare il controllo sui rifiuti prodotti dalle aziende, il che può già essere uno stimolo alla loro diminuzione.

### Responsabilizzazione
Ma le vere qualità della tariffa si realizzano coll'applicazione dei sistemi puntuali.
In questo modo si raggiunge la perfetta equità contributiva: infatti ciascun utente paga esattamente per quel che produce, cioè per quanto usufruisce del servizio.
Di conseguenza, è responsabilizzato: sa che sta solo a lui impegnarsi per ridurre la quantità dei rifiuti (specie indifferenziati) prodotti e quindi diminuire la spesa: al contrario la tassa è per definizione un'imposizione dall'alto, determinata in modi poco chiari dall'amministrazione comunale; e può sembrare un'autorizzazione a inquinare, a produrre quanti rifiuti si vuole senza differenziarli, perché «del resto pago le tasse».
La riduzione dei rifiuti e l'incremento della raccolta differenziata sono l'obiettivo della tariffa: raggiungerlo significa non solo conseguire un importantissimo risultato ambientale ed ecologico, ma anche realizzare dei notevoli risparmi, perché lo smaltimento indifferenziato costa molto più del riciclaggio, e la riduzione dei rifiuti non costa nulla ma permette un risparmio secco sullo smaltimento.

## Svantaggi
La tariffa non è un intervento indolore: non solo può essere difficile cominciare ad applicarla (se non ci si limita al sistema presuntivo), ma la sua adozione può essere ostacolata dall'opposizione dei cittadini, talvolta al punto che le giunte comunali non si azzardano nemmeno a proporla.
Tuttavia, si può sostenere che non ha senso delegare a uno strumento come la Tarsu il compito di perseguire l'obiettivo di equità sociale, redistribuzione e progressività dei contributi che è proprio di altre forme di finanziamento della macchina statale. Inoltre, in prospettiva (ma anche in termini relativamente brevi), i predetti guadagni in efficienza, oltre a rappresentare un beneficio ambientale, sfociano anche in un risparmio complessivo sui costi della gestione dei rifiuti che permette di ridurre le spese a carico dei cittadini.
Comunque, sia nell'ottica che non possono essere i cittadini a farsi carico dell'aumento di efficienza del sistema, sia per la valutazione pragmatica che senza consenso dal basso un cambiamento come questo non si può fare, la legge prevede delle agevolazioni che, intervenendo sulla parte variabile della tariffa, consentono di rendere la sua adozione accettabile fin dall'inizio anche per gli utenti meno abbienti.

## Natura giuridica e fiscale
Secondo l'interpretazione dell'Agenzia delle entrate, espressa nelle R.M. n. 25/E del 5 febbraio 2003 e R.M. n. 250/E del 17 giugno 2008, la natura della TIA non è di carattere tributario, ma civilistico, in quanto si configura come un corrispettivo per il servizio di raccolta di rifiuti urbani, effettuato entro i confini della normativa di diritto civile. Pertanto, rivestendo la natura di servizio, l'Agenzia delle entrate ha ravvisato anche l'assoggettabilità all'IVA.
Questa interpretazione non è stata però condivisa da parte della dottrina e della giurisprudenza (Sentenza n. 17526/2007 della Corte di cassazione), che ne hanno ravvisato la natura tributaria e la conseguente esclusione dal campo di applicazione dell'IVA.
La Corte costituzionale, con la sentenza 238 del 24 luglio 2009, ha ulteriormente riconosciuto la natura tributaria della TIA. Ma la manovra correttiva dell'estate 2010 (D.L. 31 maggio 2010, n. 78) ha tentato di chiudere definitivamente la discussione con un atto di interpretazione: la natura della tariffa prevista dal D.Lgs. n. 152/2006 non è di natura tributaria, e pertanto è assoggettabile a IVA.
Ma con sentenza n. 3756 del 9 marzo 2012, la Corte di cassazione ha nuovamente modificato l'interpretazione sulla natura giuridica della TIA, stabilendo che "Gli importi richiesti a titolo di tariffa d'igiene ambientale non sono suscettibili di essere assoggettati ad IVA".
Ne consegue pertanto un quadro giuridico notevolmente confuso, nel quale ciascun Comune si comporta diversamente in merito all'applicazione dell'IVA, che ha determinato anche appelli ai propri iscritti delle associazioni dei consumatori, al fine di promuovere class action nei confronti delle amministrazioni comunali, per il recupero dell'IVA indebitamente versata.

## La legge

### Dal titolo IV del decreto Ronchi, che istituisce la tariffa
«1. La tassa per lo smaltimento dei rifiuti [...] è soppressa [...] i comuni devono provvedere alla integrale copertura dei costi del servizio di gestione dei rifiuti urbani attraverso la tariffa di cui al comma 2. [...]
2. I costi per i servizi relativi alla gestione dei rifiuti urbani e dei rifiuti di qualunque natura o provenienza giacenti sulle strade ed aree pubbliche e soggette a uso pubblico sono coperti dai Comuni mediante l'istituzione di una tariffa.
3. La tariffa deve essere applicata nei confronti di chiunque occupi oppure conduca locali, o aree scoperte ad uso privato non costituenti accessorio o pertinenza dei locali medesimi, a qualsiasi uso adibiti, esistenti nelle zone del territorio comunale.
4. La tariffa è composta [...] in modo che sia assicurata la copertura integrale dei costi di investimento e di esercizio. [...]
6. La tariffa di riferimento è articolata per fasce di utenza e territoriali.
7. La tariffa di riferimento costituisce la base per la determinazione della tariffa nonché per orientare e graduare nel tempo gli adeguamenti tariffari derivanti dall'applicazione del presente decreto. [...]
11. Per le successive determinazioni della tariffa si tiene conto degli obiettivi di miglioramento della produttività e della qualità del servizio fornito e del tasso di inflazione programmato.
12. L'eventuale modulazione della tariffa tiene conto degli investimenti effettuati dai Comuni che risultino utili ai fini dell'organizzazione del servizio.
13. La tariffa è riscossa dal soggetto che gestisce il servizio.
14. Sulla tariffa è applicato un coefficiente di riduzione proporzionale alle quantità di rifiuti assimilati che il produttore dimostri di aver avviato al recupero mediante attestazione rilasciata dal soggetto che effettua l'attività di recupero dei rifiuti stessi. [...]»

### Dal D.P.R. n. 158/99
« [...] ]
Determinazione della tariffa
1. Sulla base della tariffa di riferimento di cui all'articolo 2, gli enti locali individuano il costo complessivo del servizio e determinano la tariffa, anche in relazione al piano finanziario degli interventi relativi al servizio e tenuto conto degli obiettivi di miglioramento della produttività e della qualità del servizio fornito e del tasso di inflazione programmato.
2. La tariffa è composta da una parte fissa, determinata in relazione alle componenti essenziali del costo del servizio, riferite in particolare agli investimenti per le opere e dai relativi ammortamenti, e da una parte variabile, rapportata alle quantità di rifiuti conferiti, al servizio fornito e all'entità dei costi di gestione. [...]

Articolazione della tariffa
1. La tariffa, determinata al sensi dell'articolo 3, è articolata nelle fasce di utenza domestica e non domestica.[...]

Calcolo della tariffa per le utenze domestiche
1. [...] la quota fissa da attribuire alla singola utenza domestica viene determinata [...] in modo da privilegiare i nuclei familiari più numerosi e le minori dimensioni dei locali.
2. La parte variabile della tariffa è rapportata alla quantità di rifiuti indifferenziati e differenziati, specificata per kg, prodotta da ciascuna utenza. Gli enti locali che non abbiano validamente sperimentato tecniche di calibratura individuale degli apporti possono applicare un sistema presuntivo, prendendo a riferimento la produzione media comunale procapite, desumibile da tabelle che saranno predisposte annualmente sulla base dei dati elaborati dalla Sezione nazionale del Catasto dei rifiuti. [...]

Calcolo della tariffa per le utenze non domestiche
1. Per le comunità, per le attività commerciali, industriali, professionali e per le attività produttive in genere, la parte fissa della tariffa è attribuita alla singola utenza sulla base di un coefficiente relativo alla potenziale produzione di rifiuti connessa alla tipologia di attività per unità di superficie [...]
2. Per l'attribuzione della parte variabile della tariffa gli enti locali organizzano e strutturano sistemi di misurazione delle quantità di rifiuti effettivamente conferiti dalle singole utenze. Gli enti locali non ancora organizzati applicano un sistema presuntivo, prendendo a riferimento per singola tipologia di attività la produzione annua per m² ritenuta congrua [...]

Agevolazioni e coefficienti di riduzione
1. Gli enti locali assicurano le agevolazioni per la raccolta differenziata [...] attraverso l'abbattimento della parte variabile della tariffa per una quota, determinata dai medesimi enti, proporzionale al risultati, singoli o collettivi, raggiunti dalle utenze in materia di conferimento a raccolta differenziata.
2. Per le utenze non domestiche, sulla parte variabile della tariffa è applicato un coefficiente di riduzione, da determinarsi dall'ente locale, proporzionale alle quantità di rifiuti assimilati che il produttore dimostri di aver avviato a recupero mediante attestazione rilasciata dal soggetto che effettua l'attività di recupero dei rifiuti stessi. [...]»

### D.Lgs. n. 152/2006, Titolo IV-art. 238
Nel 2006, era istituita la tariffa per la gestione dei rifiuti urbani, due anni dopo rinominata come tariffa ambientale integrata (TIA). Restavano valide come due anni prima la previsione di una tariffa "orientata al costo", che tenesse conto (mediante progressività e/o esenzioni) del reddito dell'utenza.
2. La tariffa per la gestione dei rifiuti è commisurata alle quantità e qualità medie ordinarie di rifiuti prodotti per unità di superficie, in relazione agli usi e alla tipologia di attività svolte, sulla base di parametri, determinati con il regolamento di cui al comma 6, che tengano anche conto di indici reddituali articolati per fasce di utenza e territoriali.
3. La tariffa è determinata, entro tre mesi dalla data di entrata in vigore del decreto di cui al comma 6, dalle Autorità d'ambito ed è applicata e riscossa dai soggetti affidatari del servizio di gestione integrata sulla base dei criteri fissati dal regolamento di cui al comma 6. Nella determinazione della tariffa è prevista la copertura anche di costi accessori relativi alla gestione dei rifiuti urbani quali, ad esempio, le spese di spazzamento delle strade. Qualora detti costi vengano coperti con la tariffa ciò deve essere evidenziato nei piani finanziari e nei bilanci dei soggetti affidatari del servizio.
4. La tariffa è composta da una quota determinata in relazione alle componenti essenziali del costo del servizio, riferite in particolare agli investimenti per le opere ed ai relativi ammortamenti, nonché da una quota rapportata alle quantità di rifiuti conferiti, al servizio fornito e all'entità dei costi di gestione, in modo che sia assicurata la copertura integrale dei costi di investimento e di esercizio.»
(Titolo IV, commi 1-2 art. 238, del Decreto Legislativo 3 aprile 2006, n. 152 - Norme in materia ambientale. (pubblicato nella Gazzetta Ufficiale n. 88 del 14 aprile 2006 - suppl. ord. n. 96))

### Documenti
- Passaggio obbligato Archiviato il 7 maggio 2006 in Internet Archive., speciale di Ecosportello sulla TIA
- Raccolta Differenziata e Tariffa Archiviato il 7 maggio 2006 in Internet Archive.: approcci, attrezzature ed esperienze (Pdf) (da Ecosportello)
- Esperienze di applicazione della tariffa: schede riassuntive (Pdf)
- La gestione dei rifiuti: stato e prospettiva della tariffa (Pdf) (dal sito dell'Osservatorio Nazionale Rifiuti)
- Il finanziamento della gestione dei rifiuti – valutazione e prospettive del sistema tariffario (Pdf) (dal sito dell'Osservatorio Nazionale Rifiuti)
- Strumenti per l'applicazione del metodo presuntivo del Dpr 159/99 (Pdf) (da Rifiutilab)
- Sistemi "paga come getti" (Eng) (Pdf) (da Rifiutilab)
- Riflessioni sulla ripartizione del carico tariffario nelle componenti fissa e variabile (Pdf) (da Rifiutilab)
- Ruolo dell'ONR nell'applicazione della tariffa (Pdf) (dal sito dell'Osservatorio Nazionale Rifiuti)
- Strumenti tariffari nell'Unione Europea Archiviato l'11 maggio 2006 in Internet Archive. (Pdf)
- Revisione del sistema tariffario: il metodo del valore Archiviato l'11 maggio 2006 in Internet Archive. (Pdf)
- Articolo Archiviato il 5 marzo 2016 in Internet Archive. del Sole 24 ore sul D. Lgs. n. 4/2008 in materia di TIA.

### Quadro normativo
- Decreto Legislativo 22/97 (1997) "Ronchi", su ambientediritto.it.
- (1998) Dpr 158/99, Regolamento recante norme per la elaborazione del metodo normalizzato per definire la tariffa del servizio di gestione del ciclo dei rifiuti urbani, su ambientediritto.it.
- Direttiva 91-56-CEE (1991) (Pdf)
- Direttiva 75-442-CEE (1975) (Pdf)
- Direttiva 91-156-CEE (1991) (Pdf)

| Controllo di autorità | Thesaurus BNCF 49290 |